# 普馬勞卡山
12°02′33″S 75°56′22″W / 12.04250°S 75.93944°W
普馬勞卡山（Puma Rawkha），是秘魯的山峰，位於該國中南部利馬大區，由堯約斯省的坦塔區負責管轄，屬於秘魯中部山脈的一部分，海拔高度4,800米。